# إد روبرتس
إد روبرتس (بالإنجليزية: El bicho)‏ أو هنري إدوارد روبرتس (بالإنجليزية: Ed Roberts) (13 سبتمبر 1941 – 1 أبريل، 2010) هو مهندس وطبيب ورجل أعمال أمريكي صمم أول كمبيوتر شخصي ناجح تجاريا في العالم عام 1975، اشتهر باسم عراب الكمبيوتر الشخصي.
أسس روبرتس شركة «ميكرو آنسترومنتيشن أند تليميتري سيستمز» (ميتز) (MITS) عام 1970 التي كانت في الأصل تبيع الأجهزة الإلكترونية لهواة صنع الصواريخ. ولكن أول منتج ناجح لها كان آله حاسبة إلكترونية التي بلغت مبيعاتها مليون دولار عام 1973، ولكن بعد ذلك قامت حرب في أسعار الآلات الحاسبة مما أدى خسارة الشركة ومديونتها في عام 1974، وبعد ذلك صمم روبرتس ألتير 8800 الكبيوتر الشخصي الذي استخدم المعالج الدقيق إنتل 8080 وكان يباع بسعر 360 دولار.
التحق بيل غيتس وبول ألين بشركة ميتس لتطوير برامج هذا الكمبيوتر وأنتجوا برنامج ألتير بيسيك وكان هذا هو أول منتج لمايكروسوفت وبعد ذلك باع روبرتس شركة ميتس عام 1977 وكان نصيبه من عملية بيعها مليوني دولار وتقاعد وذهب إلى ريف جورجيا واشترى مزرعة كبيرة وعمل بالزراعة ودرس الطب وحصل على دكتوراه في الطب من جامعة ميرسر عام 1986.
توفي روبرتس في الأول من أبريل 2010 عن 68 عام بعد صراع مع مرض الالتهاب الرئوي الحاد.